# BoA FIRST LIVE TOUR 2003〜VALENTI〜
『BoA FIRST LIVE TOUR 2003〜VALENTI〜』(ボア・ファースト・ライブ・ツアー・2003〜ヴァレンチ〜)は韓国の歌手BoAのライブ・ビデオ。

## 解説
映像作品としては、『8 Films』からわずか約4ヶ月での発売となった。
BoA自身初の単独ツアーで、2ndアルバム『VALENTI』を引っ提げたツアーとなっており、代々木第一体育館にて行われた公演の様子が収録された。
本ライブツアーより、エイベックスから5月20日から6月30日の期間限定で公演の様子が有料配信されており、大阪、名古屋、東京にて行われたツアーのうち、代々木第一体育館にて行われた公演の様子を特別編集をして35分程度に凝縮した内容となっており、excite、OCN、BROBA、ShowTime、DreamNet、BIGLOBE、Music@niftyの計7社から配信が成された。
なお、配信された楽曲は「LISTEN TO MY HEART」、「気持ちは伝わる」、
「奇蹟」、「JEWEL SONG」、「NO.１」、「VALENTI」、「Every Heart -ミンナノキモチ-」であり、「Shine We Are!」のみ、ビデオクリップが配信された。

## 収録曲

### 2003年版及び、2004年版
1. LISTEN TO MY HEART
2. BESIDE YOU-僕を呼ぶ声-
3. 気持ちはつたわる
4. 奇蹟
5. flower
6. B.I.O
7. Searching for truth
8. JEWEL SONG
9. 世界の片隅で
10. POWER
11. Nobody But You
12. Amazing Kiss
13. NO.1
14. VALENTI
15. ID; Peace B (Japanese)
16. Shine We Are!
17. Every Heart -ミンナノキモチ-
18. NO.1
19. VALENTI
20. ID; Peace B
21. Shine We Are!
22. Every Heart -ミンナノキモチ-

### 2006年版
1. LISTEN TO MY HEART
2. BESIDE YOU-僕を呼ぶ声-
3. 気持ちはつたわる
4. 奇蹟
5. flower
6. B.I.O
7. Searching for truth
8. JEWEL SONG
9. 世界の片隅で
10. POWER
11. Nobody But You
12. Amazing Kiss
13. NO.1
14. VALENTI
15. ID; Peace B (Japanese)
16. Shine We Are!
17. Every Heart -ミンナノキモチ-

## 参加ミュージシャン
- BoA：Vocals & Dance

Band Member
- キース・ヘインズ：Keyboards & Bass
- Mr.T：Keyboards & Bass
- 佐藤大：Guitar
- RYOJI：Drums
- 鈴木悟：Manipulator

Dancer
- Maya Chino
- Nazuki
- Yuka
- Katagiri
- Lina Sugata
- Chew
- Shigeki Katahira
- Keita
- Ryo